# Гідроксид барію
Гідрокси́д ба́рію — це сильна основа, хоч і барій належить до лужноземельних металів, гідроксид барію добре розчинний в воді. Його насичений розчин називають баритовою водою. Також можна зустріти назву — їдкий барит. Формула — Ba(OH)2

## Фізичні властивості
Білий порошок. У катодних променях — жовто-помаранчевий колір. Розчиняється в воді, мало розчиняється в ацетоні й метилацетаті. Водний розчин є сильною основою (баритова вода). Молярна електропровідність при нескінченному розведенні дорівнює 523,8 См·см²/моль (при 25 °C). Гігроскопічний.

## Отримання
Отримують взаємодією елементарного барію з водою, взаємодією оксида барію з водою, взаємодією солей барію з лугами:
Ba + 2H2O → Ba(OH)2 + H2
BaO + H2O → Ba(OH)2
BaSO4 + 2KOH → Ba(OH)2 + K2SO4 (сумарно)

## Хімічні властивості
При нагріванні вище 1000°С розкладається на оксид барію і воду: 
Ba(OH)2 → BaO + H2O
Взаємодіє з кислотами, кислотними оксидами, амфотерними гідроксидами: 
Ba(OH)2 + 2HNO3 → Ba(NO3)2 + 2H2O
Ba(OH)2 + 2HCl → BaCl2 + 2H2O
Ba(OH)2 + SO3 → BaSO4↓ + H2O
Ba(OH)2 + Zn(OH)2 → BaZnO2 + 2H2O

### Аналітичні якісні реакції
Гідроксид барію широко використовують для якісного визначення на наявність сульфат-іонів, карбонат-іонів: 
Ba(OH)2 + H2SO4 → BaSO4↓ + 2H2O, де BaSO4 нерозчиний, білий осад.
Ba(OH)2 + CO2 → BaCO3↓ + H2O, де BaCO3 нерозчинний осад.